# Sinar Mas Group
Die Sinar Mas Group ist eines der größten Konglomerate in Indonesien. Sie wurde 1962 von Eka Tjipta Widjaja gegründet und wird mittlerweile von seiner Familie geleitet und verfügt über zahlreiche Tochterfirmen, darunter z. B. Asia Pulp and Paper Company Ltd. (APP) (Zell- und Faserstoffe und Papier), AFP (Agrobusiness, Ernährung und Immobilien) mit Niederlassungen in Indonesien, Malaysia, China und Singapur und SMMA (Finanzdienstleistungen).
In den 1990er Jahren wurde eine Niederlassung in Indien gegründet, die jedoch 2001 an Ballarpur Industries Limited verkauft wurde.

## Tochtergesellschaften

### Asia Pulp and Paper Company Ltd. (APP)

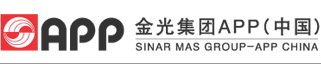
Logo der APP

Asia Pulp and Paper Company Ltd. mt Sitz in Singapur ist der weltweit viertgrößte Hersteller von Zellstoff und Papier. APP entstand 1994 und stellt Papier und Zellstoff in Indonesien, China und Indien her. Ferner gehören APP in diesen Ländern und in Singapur, den USA und Mexiko Verpackungsmaterialfabriken. Auf allen Kontinenten ist APP mit Marketingbüros vertreten. APP galt als „kleines indonesisches Wunder“, da das Unternehmen auch in den für Indonesien wirtschaftlich schwierigen Zeiten 1997/98 kaum Schaden nahm. Mittlerweile wird der Wirtschaftskraft des Unternehmens jedoch die billige Ausbeutung von Regenwäldern zugeschrieben. So bezieht die größte Zellstoff- und Papierfabrik Indonesiens, Indah Kiat Pulp & Paper Tbk. (IKPP) in Riau auf Sumatra, die sich zu ca. 58 % im Besitz der APP befindet, ca. 70 % der benötigten Bäume aus Regenwaldbeständen. Dadurch wurden in den letzten Jahren mindestens 300.000 Hektar Regenwald zerstört. Dieser Umstand führte unter anderem dazu, dass sich APP in Großbritannien einem Boykottaufruf ausgesetzt sah. Zwar setzte sich das Unternehmen zum Ziel, nur noch Holz aus Plantagen zu verwenden; jedoch ist die Umsetzung schwierig, da das hierfür benötigte Gelände auch von der einheimischen Bevölkerung beansprucht wird. Aus diesem Grund kam es im Februar 2001 auch zu Zusammenstößen zwischen Angehörigen des Saday-Volkes und Sicherheitspersonal einer Holzgesellschaft.
1995 wurde APP an der New Yorker Börse aufgenommen; der Handel wurde jedoch am 4. April 2001 eingestellt. Das Unternehmen hat heute Gesamtschulden in Höhe von 13,4 Milliarden Dollar, womit es das höchstverschuldetste Unternehmen Asiens ist. Die Ursache hierfür lag hauptsächlich in der Kreditvergabe ausländischer Banken, die es aufgrund des enormen Wachstums von APP hierbei an Sorgfalt mangeln ließen. Zu den Finanzgebern von IKPP gehörten damals unter anderem die Deutsche Bank, die Commerzbank, die Dresdner Bank, die Berliner Handels- und Frankfurter Bank, die Bank Austria, der Bankers Trust, die IKB Deutsche Industriebank, die Landesbank Schleswig-Holstein und die Norddeutsche Landesbank. Die Hermes Kreditversicherung gewährte außerdem verschiedene Exportkreditbürgschaften. Aktien wurden damals von der Deutsche Bank Asset Management, der Postbank, der DWS Investments und der Zürich Scudder Investments gekauft.

### Asia Food & Properties Ltd. (AFP)
AFP ist im Singapore Exchange Securities Trading Limited (SGX-ST) gelistet und in den drei Bereichen Agrogeschäft, Nahrungsmittel und Immobilien in Indonesien, China, Malaysia und Singapur tätig.

### Sinar Mas Multiartha Tbk (SMMA)

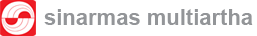
Logo der SMMA

SMMA (ehemals Internas Artha Leasing Company) wurde 1982 als Holding für die Sinar Mas Group gegründet. Der Schwerpunkt des Unternehmens liegt im Finanzbereich (Bankwesen, Versicherungen) und in professionellen Dienstleistungen (IT).

### Smart Tbk (Smart)
Smart ist ein 1962 gegründetes Unternehmen aus der Palmölbranche in Indonesien, das Speiseöl, Margarine und Backfett herstellt. Das Unternehmen vertreibt die Marken Filma, Kunci Mas, Mitra, Palmboom, Palmvita, Menara, Pusaka, Delicio, Delicio White, Delicoa 38, Good Fry und Palmmita. Momentan bewirtschaftet Smart eine Fläche von 110.000 Hektar.

### Sinar Mas Developer and Real Estate Division (SIMASRED)

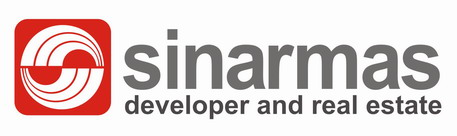
Logo der SIMASRED

Die Sinar Mas Developer and Real Estate Division (SIMASRED) ist ein indonesisches Unternehmen, das 1988 gegründet wurde. Es besteht aus über 80 Unternehmen, die weltweit Projekte im Bereich Bau, Architektur, Immobilien und verwandten Geschäftsfeldern betreuen.
Tochtergesellschaften:

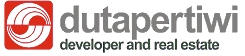
PT Duta Pertiwi Tbk
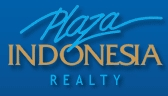
PT Plaza Indonesia Realty Tbk

Sowie:
- Kota Delta Mas
- KIIC Industrial Estate

## Kritik
Das Worldwatch Institute warf APP vor, sich mit den Spenden das Wohlwollen der Entscheidungsträger in der Politik zu erkaufen. So wurden in China Verfahren wegen illegalem Holzeinschlag eingeleitet.
2006 lud das Unternehmen Hengyuan Li, den Vizepräsident der staatlichen Umweltorganisation All-China Environmental Federation (ACEF) zur Besichtigung seiner Produktionsstätten ein. Einige Monate später wurde APP von der ACEF für seine Anstrengungen zum Umweltschutz gelobt, wobei das Zweigwerk in Suzhou als vorbildliches Beispiel eines integrierten Zellstoff- und Papierwerks in China genannt wurde.
Noch 2005 hatte die ACEF allerdings die Boykottentscheidung des Hotelverbands von Zhejiang hinsichtlich Produkten von APP unterstützt und dem Verband sogar angeboten, ihn in einem Beleidigungsprozess, der von APP angestrengt worden war, zu unterstützen. Li erklärte die Strategieänderung aus dem Jahre 2006 damit, dass sich die ACEF anfangs nicht ganz im Klaren über die Rolle von APP bei der Umweltzerstörung in China gewesen sei, da sie die meisten ihrer Informationen von Umweltgruppen erhalten hatte, die dem Unternehmen kritisch gegenüberstanden. Nachdem jedoch eigene Untersuchungen angestrengt worden seien, sei man zu dem Schluss gekommen, dass das Urteil unvollständig und subjektiv gewesen sei. „Wir verliehen dem Unternehmen diesmal eine Auszeichnung für seine umweltfreundlichen Papierprodukte, um seinen Ruf wiederherzustellen“, so Li.
Der Sinar Mas Group wird außerdem vorgeworfen, durch den Bau und Betrieb von Papiermühlen durch ihre Tochtergesellschaft APP den Regenwald in Indonesien zu zerstören. Auch der Anbau von Palmölplantagen auf Sumatra wird von der einheimischen Bevölkerung kritisiert. So hatte Sinar Mas den Kleinbauern dort versprochen, eine Fläche von sechs Hektar mit Ölpalmen zu bepflanzen, mit denen diese ihren Eigenbedarf decken können sollten. Tatsächlich wurden jedoch 600 Hektar gerodet. Da zudem die einzige Ölpresse der Region Sinar Mas gehört, waren die Bauern gezwungen, ihre Ernte zu einem niedrigen Preis an den Konzern zu verkaufen.
Nach den Unternehmen Unilever und Kraft Foods kündigte im März 2010 der Lebensmittelkonzern Nestlé die Zusammenarbeit mit der Smart Tbk auf, nachdem ihr durch Greenpeace die Verletzung internationaler Standards und indonesischen Rechts, die Beteiligung an Landkonflikten und die Rodung von Regenwäldern vorgeworfen wurde. Nachdem Greenpeace die Firmen Montblanc und Tchibo über großflächige Regenwaldrodungen informierte, wiesen diese ihre Lieferanten an, die Zusammenarbeit mit APP zu beenden. Auch die Unternehmen Adidas, Carrefour, Metro, Tesco und Mattel wandten sich von dem Unternehmen ab.
Die Aktionen von Greenpeace führten dazu, dass das Unternehmen ankündigte, die Regenwälder Indonesiens nicht mehr roden zu wollen.